# Weiherhammer
Weiherhammer est une commune de Bavière (Allemagne), située dans l'arrondissement de Neustadt an der Waldnaab, dans le district du Haut-Palatinat.

## Économie
À Weiherhammer se trouve une usine et le siège de l'entreprise BHS Corrugated, constructeur d’installations de carton ondulé.